# Tishman Speyer Properties
Tishman Speyer Properties ist ein US-amerikanisches Immobilienunternehmen, das 1978 von Robert Tishman (1916–2010) und seinem Schwiegersohn Jerry I. Speyer (* 1940) gegründet wurde. Trotz ähnlichen Namens ist das Unternehmen nicht mit der US-amerikanischen Gebäudebaufirma Tishman Construction identisch.

## Unternehmen
Das Unternehmen beschäftigt rund 1200 Mitarbeiter. Die Firmenzentrale liegt in New York City. Von Tishman Speyer gehaltene Immobilien befinden sich in London, Madrid, Mailand, New York City und São Paulo. Die deutsche Tochterfirma mit Hauptsitz in Frankfurt am Main besitzt Immobilien u. a. in (Stand 2022) Berlin, Frankfurt am Main und Hamburg.
Tishman Speyer Properties gehört zu den international führenden Eigentums- und Planungs- und Verwaltungsgesellschaften von Immobilien. Seit seiner Gründung werden mehr als 700.000 Quadratmeter Fläche in vielen Metropolen der Welt verwaltet. In die Schlagzeilen geriet das Unternehmen, weil in New York ein Großprojekt gescheitert war: die Umwandlung der Stuyvesant Town (Peter Cooper Village) in Eigentumswohnungen. Die Siedlungen wurden von Tishman Speyer für 5,4 Milliarden US-Dollar erworben, letztlich jedoch an die Gläubiger übergeben.
Bekannte Verwaltungsobjekte sind das Chrysler Building in New York, das Rockefeller Center und das CitySpire Center, weiterhin der Nord-Turm in São Paulo, Brasilien, zeitweise der Millbank Tower in London.
Ein neueres Projekt in London ist die Sanierung des Fleetway House, das jetzt als Nexus Place bekannt ist. Nexus Place wurde im Jahr 2007 gekauft und stark erweitert und umgebaut. Das New Yorker Lipstick Building wurde im Jahr 2004 durch Tishman Speyer gemeinsam mit weiteren Investoren angekauft und im Jahr 2007 für 650 Millionen US-Dollar wieder verkauft.
Seit dem Jahr 2005 ist Tishman Speyer an drei der größten Immobiliengeschäfte in der Geschichte der USA beteiligt:
- der Kauf des Gebäudes 666 Fifth Avenue für 1,8 Milliarden US-Dollar, der größte Hauskauf eines einzelnen Objekts in der US-Geschichte[9]
- der Kauf des MetLife Building für 1,72 Milliarden US-Dollar, was den bisherigen Preisrekord für eine Einzelimmobilie darstellte
- der Kauf der Stuyvesant Town und des Peter Cooper Village für 5,4 Milliarden US-Dollar; beide Siedlungen umfassen 110 Gebäude mit 11.200 Appartements. Dies war wiederum das größte Immobiliengeschäft mit einem Käufer und Verkäufer in der US-Geschichte. Im Januar 2010 scheiterte dieses Projekt.[10]

### Deutschland
1994 wurde Tishman Speyer von der Sony Corporation mit der Entwicklung des Sony Centers in Berlin-Mitte beauftragt.
Zu den größten Immobilienobjekten von Tishman Speyer in Frankfurt am Main gehören:
- Messeturm
- Opernturm
- Taunusturm
- Deutsche Bank Campus
- Omniturm (Große Gallusstraße 16–18)
- Bürohaus an der Alten Oper
- Junghof

Zwischen 2006 und 2015 gehörte der Elisenhof in München, ein Einkaufszentrum, zu Tishman Speyer.
In Hamburg investierte das Unternehmen seit 2020 in mehrere Immobilienprojekte, so erwarb es das Verlagsgebäude Gruner + Jahr am Baumwall, das Büro- und Geschäftshaus am Gänsemarkt 45 und das vom Kaufhaus Galeria Kaufhof bis Ende 2020 genutzte Klöpperhaus in der Mönckebergstraße.
2021 legte der Konzern einen Spezialfonds auf, der sich auf Wohnimmobilien in den Metropolregionen Deutschlands konzentriert.

## Preise und Auszeichnungen
- 2004 Henry C. Turner Prize for Innovation in Construction Technology des „National Building Museum“

## Sonstiges
Das Privatvermögen des Firmenmitgründers Jerry I. Speyer wurde von Forbes im November 2018 mit 4 Milliarden US-Dollar angegeben, womit er Platz 179 der reichsten US-Amerikaner belegte.